# Кіран Вест
Кіран Вест  (англ. Kieran West, 18 вересня 1977) — британський веслувальник, олімпійський чемпіон.

## Виступи на Олімпіадах
| Олімпіада   | Дисципліна                     | Місце      |
| ----------- | ------------------------------ | ---------- |
| Сідней 2000 | вісімка розстібна зі стерновим | 1          |
| Афіни 2004  | вісімка розстібна зі стерновим | участь (9) |

## Зовнішні посилання
- Досьє на sport.references.com [Архівовано 20 серпня 2011 у Wayback Machine.]

1. ↑  West Kieran